# Odzrche
Odzrche (Georgisch: ოძრხე) of Odzrache (ოძრახე) was een gefortificeerde nederzetting in het zuiden van Georgië bij de samenvloeiing van de rivieren de Koertschana en Otschisjkali. Volgens de Georgische mythologische geschiedenis werd de burcht in de oudheid opgericht door kleinzoon Odzrachos van de legendarische stichter van het Georgische koninkrijk Iberië, Kartlos. De ruïnes van de nederzetting zijn nog altijd aanwezig, evenals het middeleeuwse Tamar-kasteel dat op deze plek gebouwd werd en zijn te vinden nabij het hedendaagse kuuroord Abastoemani in de gemeente Adigeni van de regio Samtsche-Dzjavacheti.

## Geschiedenis
De 11e-eeuwse Georgische historicus Leonti Mroveli beschreef in zijn standaardwerk over de Georgische geschiedenis, de 'Georgische Kronieken' (Georgisch: ქართლის ცხოვრება, Kartlis Tschovreba, Het leven van Kartlië) dat Odzrche gebouwd werd door Odzrachos, de kleinzoon van Kartlos. Onder koning Parnavaz I van Iberië in de 3e eeuw v.Chr. was Odzrche de residentie van de eristavi van het hertogdom (Saeristavo, საერისთავო) Samtsche en Adzjarië. De gefortificeerde nederzetting lag langs de lange-afstandsroute van het Armeense Artasjat naar Sebastopol op de Krim.

### Vroege middeleeuwen

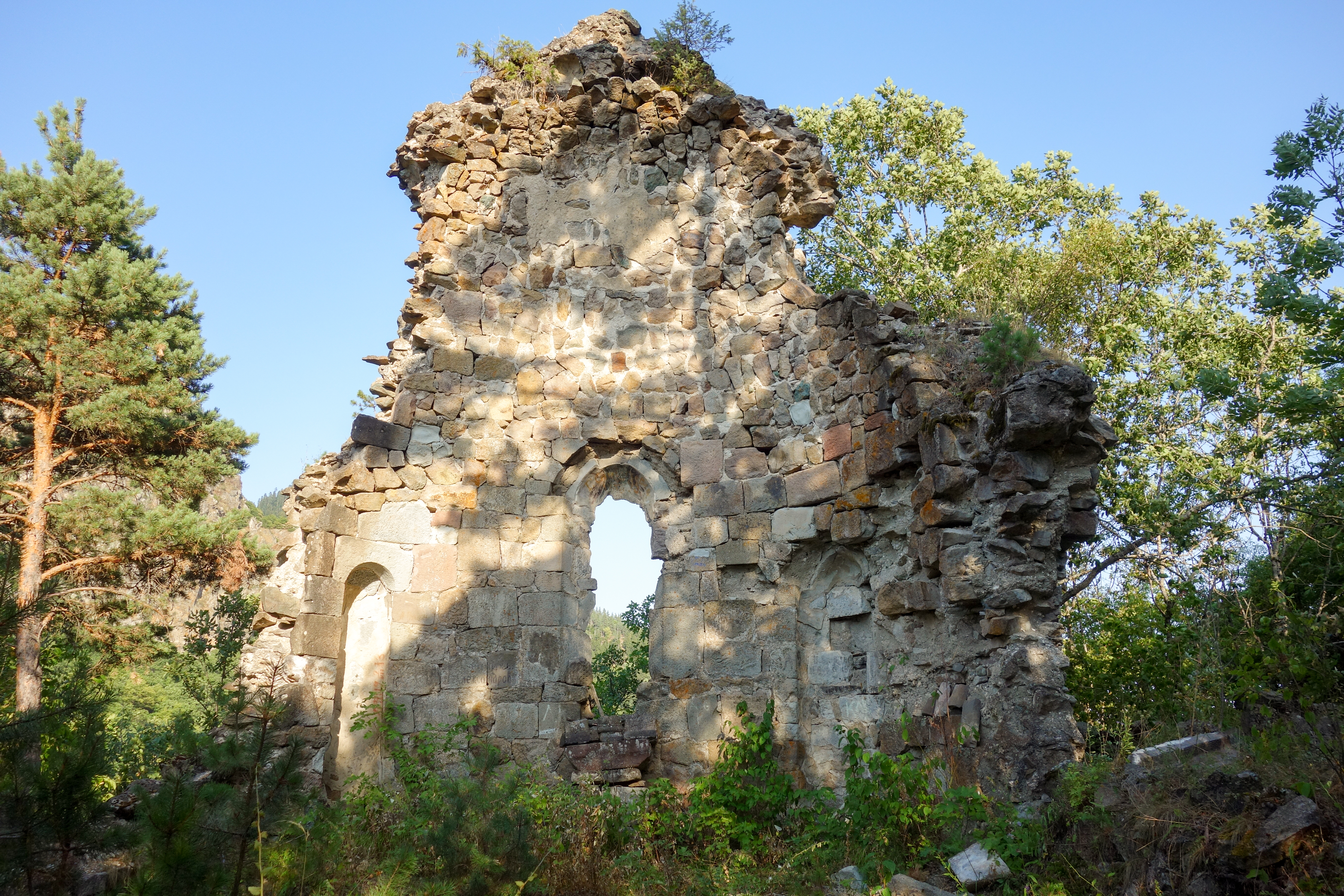
Ruïnes van het Darejanklooster

Na de dood van koning Vachtang I in het begin van de 6e eeuw werd Odzrche een koninklijke residentie. In 735 werd Odzrche vernield toen Marwan ibn Muhammad ibn Marwan, de latere kalief van Omajjaden, Kartli en Samtsche binnenviel en in Odzrche kampement sloeg voordat hij verder trok naar het noordwestelijk gelegen Argveti. In de 9e eeuw werd Odzrche een van de centra van het vorstendom Tao-Klardzjeti, dat als het culturele centrum gold in het gefragmenteerde Georgië.

### Hoge middeleeuwen
In de 10e eeuw kwam er een nieuw kasteel op de berg boven de rivieren, dat in latere eeuwen de naam Tamar-kasteel kreeg naar de iconische 12e-eeuwse koningin Tamar. In 1191 werd de burcht en stad platgebrand door rebellen tegen koningin Tamar. Door de Mongoolse invasies in de 13e eeuw in de Kaukasus en de Georgische koninkrijken werd Odzrche minder relevant en verviel het.

### Ottomaanse overname
De nederzetting raakte uiteindelijk ontvolkt door aanhoudende conflicten in de 16e eeuw tussen het Ottomaanse Rijk en Safavidisch Perzië. De Ottomanen veroverden het gebied uiteindelijk in de 17e eeuw op de Perzen en gebruikten Odzrche als militair kampement. Het toponiem bleef tot in de 18e eeuw gedocumenteerd, maar raakte in de publieke vergetelheid. Toen een paar kilometer noordelijker zich weer mensen vestigden in de 19e eeuw, werd het dorp Abastoemani genoemd. Het Verdrag van Adrianopel in 1829 zorgde er voor dat Keizerrijk Rusland de controle over het gebied kreeg.

## Tamar-kasteel
Het Tamar-kasteel werd in de 10e eeuw gebouwd en staat op de klif boven de samenvloeiing van de Koertschana en Otschisjkali. Het werd oorspronkelijk gebouwd als feodale residentie met een kasteelzaal, een eigen kerk, ontvangsthal en verschillende kamers. Het gebouw staat in de lengte op de bergrug, oplopend van zuidoost naar noordwest, en heeft een langwerpige vorm van 50 bij 15 meter met aan elk uiteinde een vierkante toren van meerdere verdiepingen. De buitenmuren van het kasteel zijn ongeveer 10-15 meter hoog. De onderste delen van het complex bestaan uit grote rotsblokken, terwijl de kasteelzaal gebouwd is van uitgehouwen steen.
De prominente rechthoekige woontoren van vier verdiepingen is een van de belangrijke en relatief beter bewaard gebleven gebouwen van het kasteel. De toren staat op de zuidoostelijke hoek van de burcht en heeft muren die enigszins taps naar boven toelopen die tot vrijwel de gehele hoogte goed bewaard zijn gebleven. De entree van de toren bevindt zich op de tweede verdieping, aan de kant van het kasteelhof met een gracht eromheen. De verdiepingen evenals de draagbalken zijn niet bewaard gebleven, maar de nissen in de muren laten het aantal verdiepingen zien. Op de begane grond van de toren is een grote kamer met een hoge plafondhoogte en goed gepleisterde wanden. Waarschijnlijk is dit een voorraadkamer of pakhuis geweest. Binnen de muur van het kasteel zijn verder de overblijfselen te vinden van de hal, de poortkerk en andere gebouwen. De kerk is klein met een afmeting van 3 bij 5 meter.
Naast het kasteel, op dezelfde helling van de bergkam, zijn overblijfselen te vinden van een tweede kasteel en een tunnel die naar water leidt. Beneden bij de samenvloeiing van de twee rivieren zijn de ruïnes van het oude kloostercomplex bewaard gebleven.

## St Joriskerk en Darejanklooster

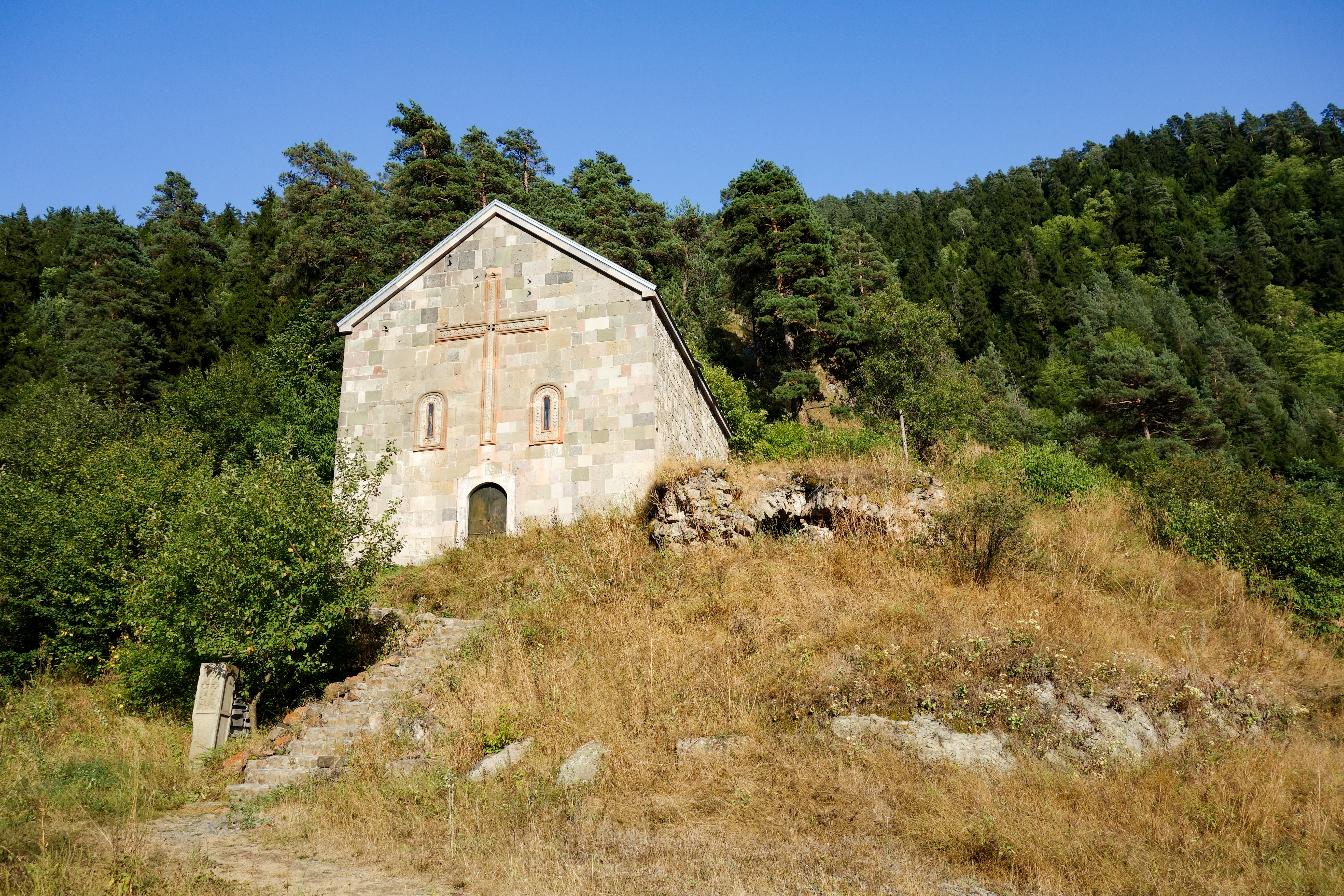
St. Joriskerk uit de 13e eeuw.

De St. Joriskerk uit de 13e eeuw is het meest intact gebleven gebouw van de middeleeuwse nederzetting Odzrche. De hallenkerk staat onder de klif van het Tamar-fort op een verhoging aan de linkeroever van de Otschisjkali-rivier. Bij de samenvloeiing van de Koertschana en Otschisjkali, tegenover het Tamar-kasteel, staan op een helling de ruïnes van het Darejanklooster. Dit klooster stamt uit de culturele bloeiperiode van Odzrche in de 9e eeuw.